# Corydalis namdoensis
Corydalis namdoensis är en vallmoväxtart som beskrevs av B.U.Oh och J.G.Kim. Corydalis namdoensis ingår i släktet nunneörter, och familjen vallmoväxter. Inga underarter finns listade i Catalogue of Life.